# Os Guarda-chuvas (Renoir)
Os Guarda-chuvas (francês: Les Parapluies) é uma pintura a óleo sobre tela do pintor impressionista francês Pierre-Auguste Renoir realizada durante a década de 1880. É propriedade da National Gallery em Londres, e faz parte do legado de Hugh Lane, coleccionador de arte e director de galerias irlandês. No entanto, é exibido, alternadamente, em Londres e na Galeria Hugh Lane em Dublin. Em Maio de 2013, regressou a Dublin por um período de seis anos.

## Descrição
A pintura mostra uma rua com uma multidão em Paris, sendo que a maioria traz consigo um guarda-chuva. À direita, uma mãe olha para as  filhas, todas usando trajes à moda de 1881, para um passeio à tarde. No centro da imagem pode observar-se uma figura feminina, quase escondida, a baixar o seu guarda-chuva, sugerindo que está quase a começar a chover, ou então, que parou de chover. A principal figura feminina à esquerda  segura a saia para não a sujar na rua lamacenta e transporta um cesto de chapéus vazio, sem gabardina ou guarda-chuva. A mulher retratada é Suzanne Valadon, assistente de modista e amante de Renoir, frequentemente sua modelo em pinturas.

## A obra
A pintura em questão começou a ser feita em um período de pintura de Renoir e foi finalizada em outro. Por esse motivo, ela apresenta conflitos de estilo desde a execução. Essa diferença pode ser identificada a partir de uma análise de pigmentação que foi feita na pintura. Identificou-se a sobreposição de dois tons de azul: o cobalto nas camadas inferiores e o ultramarino nas camadas superficiais. Os tons de amarelo também foram dois: o de zinco e o de Nápoles, nas mesmas partes da pintura. As vestes das personagens, por exemplo, estão mais ligadas ao primeiro momento de pintura, datado de 1881 à 1882.